# Autoroute 20 (Québec)
Die Autoroute 20  in der ostkanadischen Provinz Québec gehört zum Trans-Canada Highway-System. Sie ist die Fortführung des Ontario Highway 401 und verläuft bis Montréal nördlich des Sankt-Lorenz-Stroms und ab Montreal entlang des südlichen Ufers. Die Strecke ist in zwei Segmente unterteilt, nordwestlich der Hauptstrecke befindet sich ein weiteres Segment, das langfristig an die Hauptstrecke angeschlossen werden soll. Beide Segmente haben eine Gesamtlänge von 547 km.

## Streckenbeschreibung
Die gesamte Strecke ist autobahnähnlich mit mindestens zwei Spuren je Fahrtrichtung ausgebaut, außer den Abschnitte östlich von Cacouna bei Rivière-du-Loup, die zwar kreuzungsfrei sind, aber meist nur eine Spur je Fahrtrichtung haben. Sie beginnt an der Provinzgrenze zu Ontario als Fortsetzung des Freeways 401 und folgt in nordöstlicher Richtung parallel zum Flusslauf des Sankt-Lorenz-Stroms. Im Gedenken an kanadische Veteranen heißt dieser Streckenabschnitt auch Autoroute du Souvenir, die Verkehrsschilder sind mit dem Symbol der Veteranen, einer Mohnblüte, gekennzeichnet. 29 km nach Beginn der Autoroute ist das Autobahndreieck mit Autoroute 540, einer Verbindungsstrecke zur Autoroute 40, die eine parallele Streckenführung des Trans-Canada Highways darstellt. Autoroute 20 führt kurz darauf über den Ottawa River, der in Québec Rivière des Outaouais genannt wird. Der Fluss teilt sich an seiner Mündung in den Sankt-Lorenz-Strom in zwei Arme auf, die über zwei Brücken, Pont Taschereau und Pont Galipeault, überwunden werden. Der Highway verläuft südlich des größten Flughafens von Montréal, der unter dem Namen Montréal-Trudeau bekannt ist. Östlich vom Flughafen kreuzen die Autoroutes 13 und 15, die von Westen her kommen, sowie Autoroute 10, die im Zentrum von Montréal beginnt und nach Osten nach Sherbrooke führt.
Mit der Pont Champlain überquert die Autoroute den Sankt-Lorenz-Strom und verläuft nun weiterhin parallel zum Strom, jedoch nun am südlich davon. Über die Brücke führt die Autoroute gemeinsam mit Autoroute 15, die dann nach Süden in Richtung der Vereinigten Staaten weiter verläuft. Es kreuzt noch die Autoroute 30, welche direkt entlang des südlichen Ufers des Sankt-Lorenz-Stroms von Châteauguay nach Sorel-Tracy führt. Weiter nach Nordosten gelangt die Autoroute nach Drummondville, wo Autoroute 55 von Sherbrooke her kommend, einmündet. Auf den folgenden 37 km erfolgt eine gemeinsame Auszeichnung mit Autoroute 20 und 55, bis diese nach Nordwest Richtung Trois-Rivières wieder abzweigt. Dieser Abzweig ist als Autobahnkreuz ausgeführt, Autoroute 955 schließt das im Südosten des Kreuz gelegene Victoriaville an die Autoroute 20 an. Am Rivière Chaudière kreuzt Autoroute 73, die nach Norden hin den Sankt-Lorenz-Strom kreuzt und in die Provinzhauptstadt Québec führt. Die Strecke verläuft als Umfahrung südlich um die Stadt Lévis und folgt weiter dem Sankt-Lorenz-Strom. Bei Rivière-du-Loup zweigt die Autoroute 85 nach Osten hin ab, damit endet auch die Auszeichnung als Trans-Canada Highway für die Autoroute 20. Die Autoroute endet vorerst bei Isle-Verte und führt auf die Route 132.
Die Route 132 folgt dem Sankt-Lorenz-Strom. Bei Le Bic beginnt das nördliche Segment. Es verläuft als Ortsumfahrung um Rimouski und endet nach 44 km am Regionalflughafen von Mont-Joli.

## Ausbauprojekte
Die Lücke zwischen beiden Segmenten soll langfristig geschlossen werden, eine Terminierung steht noch aus.